# Classe Go Jun Bong
La classe Go Jun Bong (en coréen : 고준봉급전차상륙함, hanja : 孤準峰級戰車上陸艦) est une classe de navires de débarquement amphibies (LST sur la liste des codes des immatriculations des navires de l'United States Navy) en service actuellement dans la marine de la république de Corée (ROKN).

## Historique

### Développement
À la fin des années 1980, la marine de la république de Corée a décidé de remplacer progressivement sa flotte vieillissante de LST de classe LST-542 datant de la Seconde Guerre mondiale (rebaptisée LST de classe Un Bong) achetés à l'United States Navy en 1958. Un plan en trois phases a été établi pour développer un nouveau bâtiment de débarquement amphibie pour répondre aux exigences des opérations modernes amphibies et de transport.
La première phase a été désignée comme le projet LST-I, et le développement et la conception ont commencé en 1987 par Korea Tacoma, actuellement Hanjin Heavy Industries. Après 4 ans de développement, le navire de tête, le ROKS Go Jun Bong (LST-681) a été lancé en 1991. Trois autres navires ont suivi et les quatre navires ont été mis en service dès 1998.
La deuxième phase, ou LST-II, était initialement prévue pour importer quatre navires de débarquement de chars de classe Newport, mais après avoir été reportée en raison de problèmes budgétaires, elle a été modifiée en faveur de Landing Platform Dock (LPD) de 4,500 tonnes de construction nationale mis en service en 2013-2016. Ces navires remplaceront à terme les LST de classe Un Bong et de classe Go Jun Bong.
La troisième phase, ou LST-III, devait être la construction de deux Landing Platform Helicopter (LPH) de taille moyenne, et sa conception a commencé en 1997. En 2001, il a été renommé projet LPX et un total de deux navires de 14.300 tonnes ont été commandés pour la marine de la République de Corée. Le 3 juillet 2007, le navire de tête de classe Dokdo a été mis en service.

### Conception
Le navire est conçu pour débarquer du personnel, des tanks et des équipements simultanément avec des portes et des rampes placées à la fois sur la poupe et la proue du navire, contrairement à la classe Un Bong qui n'avait que des portes sur la proue. Il est également équipé d'une plate-forme tournante, permettant de gagner du temps lors du chargement ou du déchargement des véhicules, ainsi que d'une rampe pour déplacer les camions jusqu'au pont et de plusieurs ascenseurs pour un chargement rapide des marchandises.

## Unités
| Nom                         | N° coque | Constructeur | Lancement | Photo | Statut     |
| --------------------------- | -------- | ------------ | --------- | ----- | ---------- |
| ROKS Go Jun Bong (고준봉)   | LST-681  | Hanjin Group | 1991      |       | En service |
| ROKS Bi Ro Bong (비로봉)    | LST-682  | Hanjin Group | 1995      |       | En service |
| ROKS Hyang Ro Bong (향로봉) | LST-683  | Hanjin Group | 1996      |       | En service |
| ROKS Sung In Bong (성인봉)  | LST-685  | Hanjin Group | 1996      |       | En service |